# 427
427 (CDXXVII) fue un año común comenzado en sábado del calendario juliano, en vigor en aquella fecha.
En el Imperio romano, el año fue nombrado el del consulado de Hiero y Ardabur, o menos comúnmente, como el 1180 Ab urbe condita, adquiriendo su denominación como 427 a principios de la Edad Media, al establecerse el anno Domini.

## Acontecimientos
- Los vándalos conquistan Menorca.
- Roma solicita a los hunos una alianza contra los visigodos.
- El Imperio romano de Oriente se anexiona la Pannonia Secunda, perteneciente al Imperio romano de Occidente. Esta anexión no será ratificada por el emperador occidental, Valentiniano III hasta 437, con ocasión de su matrimonio en Constantinopla.
- Rebelión del general romano Bonifacio en África lo que provoca una guerra civil
- El rey gupta (sasánida) Bahram V rechaza una invasión de los hunos heftalíes, procedentes de Asia Central, sobre Panyab.
- El alano Arbabur es nombrado cónsul de Bizancio.
- Hidacio, autor de una crónica sobre la situación de Hispania en el siglo V, es ordenado obispo de Aquae Flaviae (actualmente, Chaves, en Portugal).
- Pionyang se convierte en capital de Goguryeo, bajo el reinado del rey Jangsu.

## Fallecimientos
- 24 de diciembre: Sisinio I, Patriarca de Constantinopla.
- Isicio, obispo de Toledo.
- Táo Yuānmíng, también conocido como Táo Qián, escritor chino, autor de la narración utópica El manantial de las flores del melocotonero.
- Guisin de Baekje, rey del reino coreano de Baekje.